# Dicrostonyx unalascensis
Dicrostonyx unalascensis és una espècie de mamífer rosegador de la família dels cricètids. És endèmic de les illes Aleutianes, on se'l troba a les illes d'Umnak i Unalaska (Estats Units). El seu hàbitat natural és la tundra àrtica. Podria estar amenaçat per la depredació per la guineu roja i ocells depredadors, així com per la competència de la rata comuna, el ratolí domèstic, les llebres comunes i els suslics introduïts. El seu nom específic, unalascensis, significa ‘d'Unalaska’ en llatí.